# Puxi

Puxi binnen de districten van Shanghai

Puxi (Vereenvoudigd Chinees: 浦西, pinyin: Pǔxī, letterlijk: Westbank) is de oude binnenstad van Shanghai, soms ook aangeduid als het eigenlijke Shanghai (Vereenvoudigd Chinees: 上海市区, Engels: Shanghai Proper). Het betreft geen bestuurlijke indelingseenheid van Shanghai zelf, maar is louter de groepering van de negen districten die samen de binnenstad vormen. In Puxi leven bijna 7 miljoen inwoners of 35% van de volledige bevolking van Shanghai (census 2000) op een oppervlakte van 281,54 km². Niettegenstaande de opkomst van Pudong als het zakelijke hart van de stad, blijft Puxi het cultureel en sociaal centrum, het levendig hart van de stad.

## Districten van Shanghai
De indeling van Shanghai in 17 districten en 1 county:  rood is Puxi,  blauw zijn de districten van de voorsteden,  groen zijn de districten van de verder afgelegen satellietsteden, en  geel zijn de eilanden in de monding van de Jangtsekiang die samen de county Chongming vormen.